# Vadim Gherasimov
Vadim Viktorovici Gherasimov (în rusă Вадим Викторович Герасимов, n. 15 iunie 1969, Novovoronej⁠(d), RSFS Rusă, URSS) este un informatician, matematician și inginer care lucrează la Google. Din 1994 până în 2003, Vadim a lucrat și a studiat la MIT Media Lab. Vadim a obținut un BS/MS în matematică aplicată de la Universitatea de Stat din Moscova în 1992 și un doctorat de la MIT în 2003.
La vârsta de 16 ani, el a fost unul dintre co-dezvoltatorii inițiali ai celebrului joc video Tetris: a portat jocul original al lui Alexei Pajitnov pe arhitectura PC IBM, iar cei doi au adăugat ulterior funcții noi jocului.

## Biografie
Vadim Gherasimov s-a născut la 15 iunie 1969 în orașul Novovoronej, regiunea Voronej.
Din 1994 până în 2003, Vadim a lucrat și a studiat la MIT Media Lab.
Alexei Pajitnov a fost stagiar de vară la Academia Sovietică de Științe și apoi a lucrat la recunoașterea vorbirii la Centrul de Calcul Dorodnițîn al Academiei. După ce Centrul de Calcul a primit echipamente noi, cercetătorii de acolo au scris un mic program pentru el, pentru a testa capacitățile de calcul. Potrivit lui Pajitnov, aceasta „a devenit scuza [lui] pentru a face jocuri”.  Folosind un computer sovietic model Electronika 60 în Centrul de Calcul, el a început să lucreze la ceea ce a devenit prima versiune de Tetris. Jocul a atras interesul unor colegi precum colegul programator Dmitri Pevlovski, care l-a ajutat pe Pajitnov să ia legătura cu Vadim Gherasimov, atunci un stagiar de 16 ani la Academia Sovietică. Pajitnov a vrut să creeze o versiune color a lui Tetris pentru computerul personal IBM și a cerut stagiarului să-l ajute. Gerasimov a creat versiunea pentru PC în mai puțin de trei săptămâni și, cu contribuțiile lui Pevlovski, a durat încă o lună adăugând noi funcții, cum ar fi sistemul de ținere a scorului și efecte sonore.Jocul, disponibil pentru prima dată în Uniunea Sovietică, a apărut în Occident în 1986.
Vadim Gherasimov a absolvit Universitatea de Stat din Moscova cu o diplomă în matematică în 1992 și și-a luat doctoratul la MIT în 2003.
Are trei brevete din SUA și mai mult de douăzeci de publicații. Vadim Gherasimov a petrecut un an în Japonia, nouă ani în SUA.
Din 2003, Vadim Gherasimov locuiește și lucrează la Sydney în Australia. Din octombrie 2007 este inginer la Google Australia.

## Publicații
1. V. Gerasimov, G. Healy, M. Prokopenko, P. Wang, and A. Zeman. Symbiotic Sensor Networks in Complex Underwater Terrains: a Simulation Framework. To appear at KES2006 10th International Conference on Knowledge-Based & Intelligent Information & Engineering Systems. Bournemouth UK, October 2006.
2. M. Prokopenko, V. Gerasimov, and I. Tanev. Evolving Spatiotemporal Coordination in a Modular Robotic System. To appear at the Ninth International Conference on the Simulation of Adaptive Behavior (SAB'06), Rome, Italy, September 2006.
3. Y. Guo, V. Gerasimov, and G. Poulton. Vision-Based Drivable Surface Detection in Autonomous Ground Vehicles. To appear at IEEE/RSJ International Conference on Intelligent Robots and Systems (IROS2006). Beijing, China, October 2006.
4. V. Gerasimov, Y. Guo, G. James, and G. Poulton. Physically Realistic Self-assembly Simulation System. In A. Abraham, C. Grosan, and V. Ramos (Eds.), Stigmergic Optimization, Series: Studies in Computational Intelligence, Vol. 31, Springer-Verlag, ISBN: 3-540-34689-9, pages 117-130, Hardcover, 2006.
5. M. Prokopenko, V. Gerasimov, and I. Tanev. Measuring Spatiotemporal Coordination in a Modular Robotic System. The 10th International Conference on the Simulation and Synthesis of Living Systems (ALifeX). Bloomington IN, USA, June 2006.
6. M. Prokopenko, P. Wang, A. Scott, V. Gerasimov, N. Hoschke, and D. Price. On Self-organising Diagnostics in Impact Sensing Networks. In R. Khosla, R. J. Howlett, and L. C. Jain, editors, Knowledge-Based Intelligent Information and Engineering Systems, 9th International Conference, KES 2005, Melbourne, Australia, September 14-16, 2005, Proceedings, Part IV, volume 3684 of Lecture Notes in Computer Science, pages 170-178, 2005.
7. A. Saxena, G. Gupta, V. Gerasimov, and S. Ourselin. In Use Parameter Estimation of Inertial Sensors by Detecting Multilevel Quasi-Static States. In Ninth International Conference on Knowledge-Based Intelligent Information & Engineering Systems(KES'05), LNCS, Melbourne, Australia, pages 595 - 601,vol. 3684, August 2005. Springer Verlag.
8. V. Gerasimov, Y. Guo, G. James, G. Poulton, and P. Valencia (2004) Multiagent Self-assembly Simulation Environment. 3rd International Conference on Autonomous Agents and Multi-agent Systems (AAMAS-2004), New York, July 2004.
9. G. Poulton, Y. Guo, G. James, P. Valencia, V. Gerasimov, and J. Li (2004) Directed Self-Assembly of 2-Dimensional Mesoblocks using Top-down/Bottom-up Design. 2nd International Workshop on Engineering Self-Organising Applications (ESOA'04), New York, July 2004.
10. K. Taylor, J. Ward, V. Gerasimov, and G. James (2004) Sensor/Actuator Networks supporting Agents for Distributed Energy Management. Accepted by the First IEEE Workshop on Embedded Networked Sensors (EmNetS-I).
11. V. Gerasimov (2003) Every Sign of Life. Ph.D. thesis. MIT program in Media Arts and Sciences http://vadim.oversigma.com/thesis.pdf
12. V. Gerasimov, T. Selker and W. Bender (2002) Sensing and Effecting Environment with Extremity Computing Devices. Offspring Vol 1, No 1  http://vadim.oversigma.com/Papers/Extremity.pdf
13. V. Gerasimov (2001) Hoarder Board. http://vadim.oversigma.com/Hoarder/Hoarder.htm
14. V. Gerasimov and W. Bender (2000) Things that talk: Using sound for device-to-device and device-to-human communication. IBM Systems Journal Vol 39, No 3&4, pp 530-546 http://www.research.ibm.com/journal/sj/393/part1/gerasimov.html
15. V. Gerasimov and R. Rodenstein (1999) Damasio Revisited. http://vadim.oversigma.com/Damasio/Damasio.html
16. V. Gerasimov (1998) Information Processing in Human Body. http://vadim.oversigma.com/MAS862/Project.html
17. V. Gerasimov (1996) Things That Talk. Master’s thesis. MIT program in Media Arts and Sciences http://vadim.oversigma.com/TTT_Paper/TTT.html
18. V. Gerasimov (2000) Hand-held doctor for children. Presentation at FHT2000 http://www.fhti.org
19. V. Gerasimov and W. Bender (1999) Calm alarm – non-obtrusive sound signals for personal communication devices. Prepared for CHI-2000.
20. V. Gerasimov and W. Bender (1999) Hand-held doctor for children. Short paper prepared for CHI-99. http://vadim.oversigma.com/hhd/HHD.pdf
21. V. Gerasimov (1997) Biomedia http://vadim.oversigma.com/Papers/Biomedia.pdf